# Сакдріоні
Сакдріоні (груз. საყდრიონი) — село в Грузії.
За даними перепису населення 2014 року в селі проживає 358 осіб.